# Dandeny Muñoz Mosquera
Dandeny Muñoz Mosquera, soprannominato La Quica (Medellin, 27 agosto 1966), è un criminale colombiano, trafficante di droga, uno degli elementi di spicco del cartello di Medellín.

## Biografia
Conosciuto con il soprannome di La Quica, è considerato responsabile di centinaia di omicidi, fra i quali quelli di traditori del cartello, di esponenti del cartello di Cali e di ufficiali di polizia colombiani. È anche il responsabile della bomba sul volo di linea Avianca 203, che fece 107 vittime. Il 25 Settembre del 1991 Muñoz Mosquera fu arrestato nel Queens, quando fu trovato in possesso di un passaporto falso. Ci fu una prima condanna a suo carico di sei anni.
In seguito fu dimostrato che era uno dei capi del cartello di Medellín, e fu accusato di aver prodotto, esportato e distribuito sul territorio statunitense tonnellate di cocaina, di aver partecipato ad estorsioni ai danni di grandi imprese e di essere il responsabile degli omicidi di due cittadini statunitensi. Dopo essere stato giudicato colpevole per questi crimini, sta scontando la sua condanna a dieci ergastoli nella prigione federale di massima sicurezza di Florence, in Colorado dove delle 24 ore del giorno ne trascorreva 23 in isolamento, in una cella di 1,20 metri di larghezza e 2 di lunghezza. La colazione era alle 3 del mattino, il pranzo alle 9 e alle 4 del pomeriggio, la cena. Nel 2010, "La Quica" è stato trasferito in un carcere di media sicurezza sulla costa orientale per buon comportamento e solo da allora ha potuto ricevere, dopo due decenni, la visita di sua madre Lilia Mosquera, che aveva 83 anni.

## Nella cultura di massa
Nelle prime due stagioni della serie TV del 2015 Narcos, prodotta da Netflix, il personaggio di Dandeny Muñoz Mosquera viene interpretato da Diego Cataño.